# Жак Дусе (яхтсмен)
Жак Дусе (фр. Jacques Doucet, 19 лютого 1853 — 30 жовтня 1929) — французький яхтсмен.
Срібний призер Олімпійських Ігор 1900 (перший заплив у класі 2—3 тонни), 1900 (другий заплив у класі 2—3 тонни) років.